# Vサイン

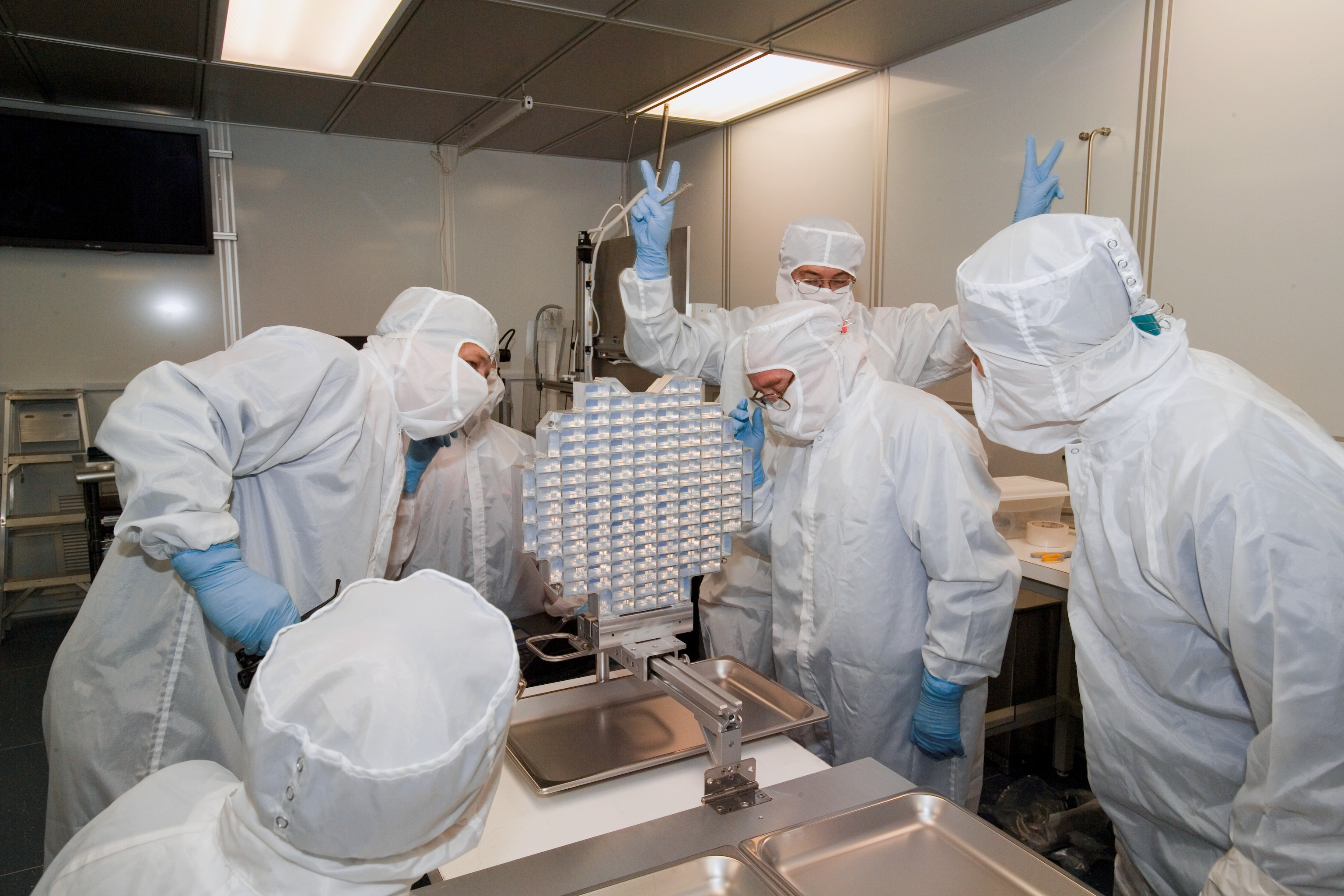
2006年、アメリカ合衆国テキサス州のジョンソン宇宙センターで、宇宙探査機スターダストが持ち帰った試料が到着した際に、勝利を意味するVサインを掲げた研究員。

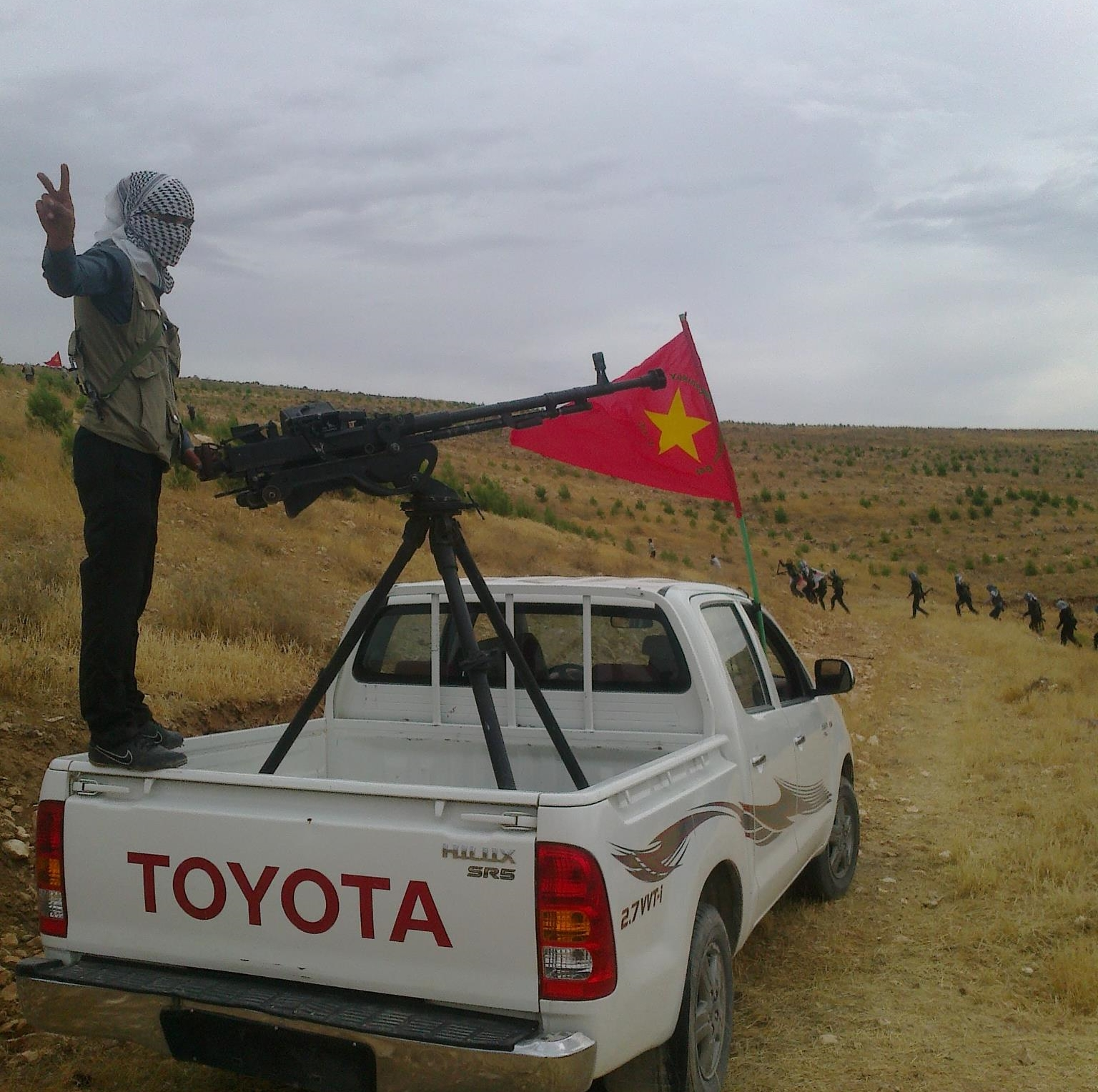
軍事行動中のシリアのクルド人勢力、2012年

Vサイン（ブイサイン、英語: V sign、Unicode：U+270C ✌ victory hand）は、人差し指と中指を、指先を離すようにして伸ばし、他の指は折ったままにする手のジェスチャー。文化的文脈やその形をとる手の提示の仕方などによって、様々な意味をもっている。特に、第二次世界大戦中の連合軍側の陣営においては、「勝利 (victory)」を意味する「V」の字を象った仕草として広く用いられた。イギリスや、それと文化的なつながりの深い地域の人々の間では、手のひらを自分の方に向ける形でこのサインを示し、相手への敵対、挑発のジェスチャーとする。また、多くの人々は、単に数字の「2」を意味してこのサインを用いる。1960年代以降、Vサインはカウンターカルチャー運動の中に広まり、通常は手のひらを相手側に向ける形で、ピースサインとしても用いられるようになった。

## 使い方

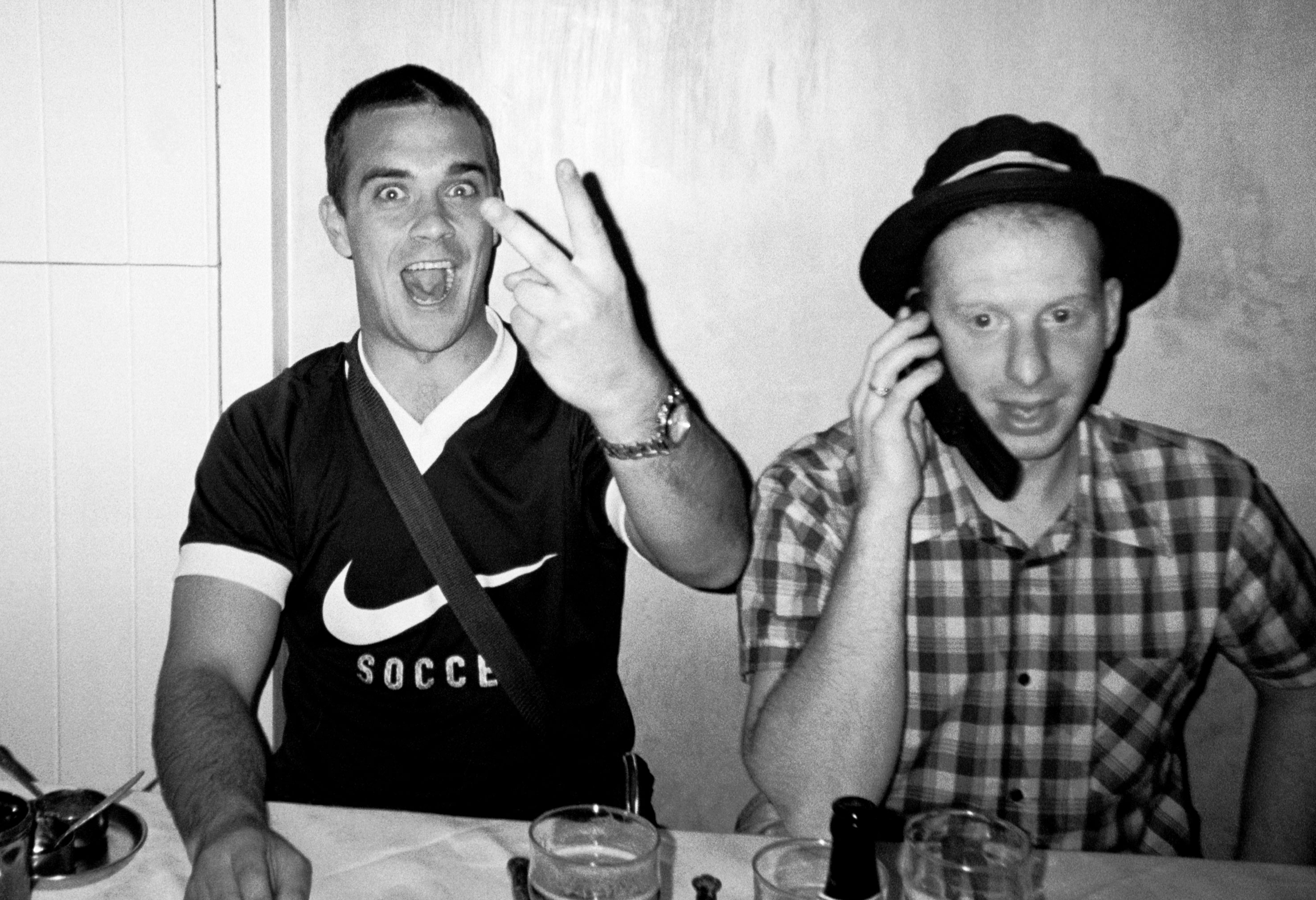
手のひらを自分に向けたVサインで、侮蔑の意を表している歌手ロビー・ウィリアムズ。

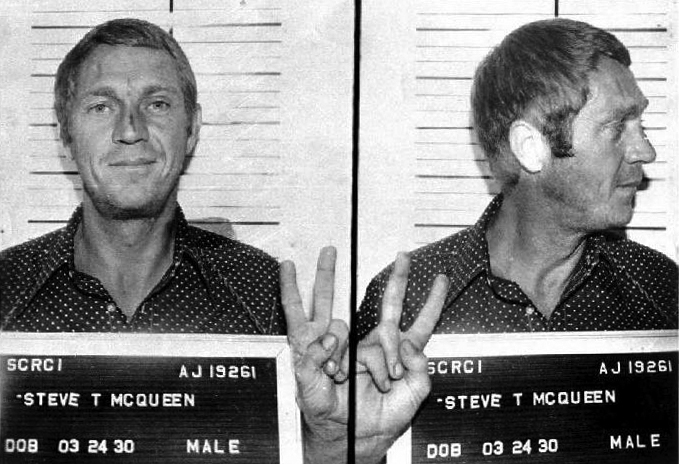
飲酒運転で逮捕され、マグショットでVサインをする✌アメリカ合衆国の俳優スティーブ・マックイーン。

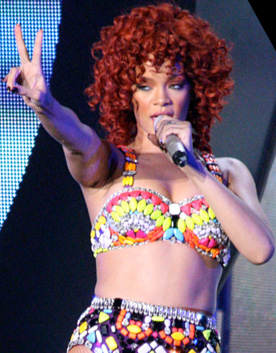
平和と友情のサインとしてVサインをする歌手リアーナ。2011年撮影。

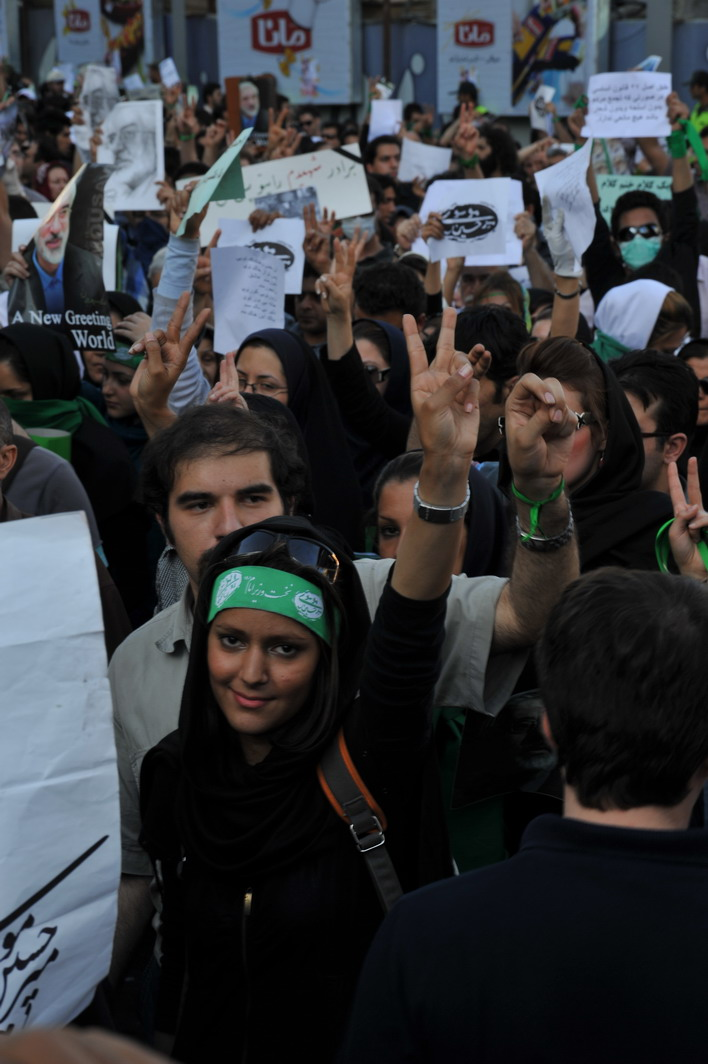
2009年、イラン大統領選挙に関連して抗議行動をする人々。

Vサインの意味合いは、ある程度までは、手がどのような位置で提示されるがによって異なってくる。
- 手のひらがサインをする者自身に向いている場合、すなわち、手の甲が相手に向けられる場合は、次のいずれかを意味する。
  - 侮蔑として。この使い方は、おおむねオーストラリア、アイルランド、ニュージーランド、南アフリカ共和国、イギリスなどに限定されている[1][2]。
  - アメリカ手話における、数字の「2」。
- 手の甲がサインをする者自身に向いている場合、すなわち、手のひらが相手に向けられる場合は、次のいずれかを意味する。
  - 数字の「2」。非言語コミュニケーションにおける量の表現として。
  - 特に戦時下や、何らかの競争における「勝利 (victory)」。これは、1941年1月にベルギーの政治家ヴィクトル・ド・ラブレー（フランス語版）が、ベルギー人たちに統一のシンボルとしてこのサインを用いるよう呼びかけたことが、普及の最初の契機となった。当初はもっぱらベルギー人たちの間で用いられていたが、程なくして他の連合軍側の兵士たちもこれを真似るようになった[3]。時には、両手にこのサインを作り、それを高々と挙げることもあり、アメリカ合衆国大統領であったドワイト・D・アイゼンハワーや、それを真似たリチャード・ニクソンが、この仕草をしばしばしてみせた。
  - 「平和 (peace)」ないし「友人/味方 (friend)」。世界各地における平和運動やカウンターカルチャー運動のグループなどが用いている。1960年代にアメリカ合衆国における平和運動から広まったもの。
  - 二指の敬礼 - ポーランドでは、一定の条件の下で、右手の人差し指と中指を揃えて伸ばす敬礼をする。また、ボーイスカウトの幼年組織であるカブスカウトでは、右手の人差し指と中指の先を広げて伸ばす敬礼をする。
  - アメリカ手話における、文字の「V」[4]。
- 動きを交えて用いる場合、次のいずれかを意味する可能性がある。
  - エアクオート – 両手を使い指を曲げ、手のひらを相手側に向ける[5]。
  - この手の形は、様々な手話において多様な意味をもっており、アメリカ手話などでは手のひらを下に向けて「look (見る/凝視する)」、上に向けて「see (見える/了解する)」といった意味になる。人差し指と中指が、手話話者自身の目を指した後で誰かを指差す場合は、「私はあなたを見ている/注視している (I am watching you.)」という意味になる[6]。
  - 序数の「2番目」を意味するアメリカ手話は、手のひらを前に出してVサインを作ってから手をひねって返す[7]。

## 侮蔑の表現として
このジェスチャーを、手のひらを自分の側に向けて侮蔑の表現として行なうことは、しばしば（中指だけを立てて手の甲を見せる）ファックサインに相当するものと見なされる。この手の形は英語では、"two-fingered salute"（二指の敬礼）、"The Longbowman Salute"（長弓の敬礼）、"the two"、"The Rods"（竿）、"The Agincourt Salute"（アジャンクールの敬礼）などと称され、さらに、スコットランド西部では "The Tongs"（トング）、オーストラリアでは "the forks"（フォークス）などとも呼ばれ、手首や肘からVサインを突き上げる形で示されるのが一般的である。手のひらを自分の側に向けるVサインは、イングランドでは久しく侮蔑のジェスチャーであり、やがてイギリスの他の地域にも普及したが、このような意味でのVサインの使用は、おおむねイギリス、アイルランド、ニュージーランド、オーストラリアの範囲に限られている。
このようなVサインは、特に権力に対する挑発 (defiance) や、軽蔑 (contempt)、嘲笑 (derision) を表現する。このジェスチャーはアメリカ合衆国では用いられず、オーストラリアやニュージーランドでも既に古風な表現と見なされるようになっており、代わりにファックサインが用いられることが多い。
侮蔑の表現としての、手のひらを自分の側に向けるVサインの例として、1990年11月1日付のイギリスのタブロイド紙『ザ・サン』は、一面に国旗ユニオンフラッグの袖口から突き上げられたVサインの図を掲げ、その横に「お前のケツにぶち込め、ドロール (Up Yours, Delors)」と見出しを打った。『ザ・サン』は、ヨーロッパ中央政府の構想を提唱していた当時の欧州共同体 (EC) 欧州委員会委員長ジャック・ドロールに対して二本指を掲げるよう、読者に呼びかけたのである。この記事はレイシズム（人種主義）だとして批判を集めたが、当時の新聞評議会は、『ザ・サン』紙の編集長が、英国の利益のためには卑語を乱用することも正当であると表明したのを受け、苦情を採り上げなかった。
イギリスでは一時期、「ハーヴェイ（・スミス）(a Harvey (Smith))」という呼称が、こうした侮蔑の表現としてのVサインを意味して用いられたが、これはフランスでは「カンブロンヌの言葉 (Le mot de Cambronne)」、カナダでは「トルドー敬礼 (Trudeau salute)」が、一本指を立てる同様の仕草を意味したことがあったのと同様の現象であった。この呼称は、障害飛越競技の選手であったハーヴェイ・スミスが、1971年にヒクステッド全英飛越コースにおいて開催されたイギリス飛越競技ダービー (the British Show Jumping Derby) で優勝した際、テレビに映る形でVサインを行なったとして失格とされた（2日後に失格は取り消され、スミスの優勝が再確認された）ことが由来となっている。
ハーヴェイ・スミスは、同様に公の注目を集めることになった他の人々と同じように、勝利のサイン (a Victory sign) をしたのだと主張した。また、時には外国から訪れた人々が「二指の敬礼 (two-fingered salute)」を、それが地元民にとっては不愉快なものであることを知らずにしてしまうこともあり、例えばアメリカ合衆国大統領だったジョージ・H・W・ブッシュは、1992年にオーストラリアを訪問した際、キャンベラで、アメリカ合衆国の農業助成金に対して抗議行動を行なっていた農民たちのグループに「ピースサイン」を出そうとして、結果的に侮蔑のVサインを出してしまった
スティーブ・マックイーンは、1971年のモータースポーツ映画『栄光のル・マン』の終幕の場面で、手の甲を外側に向けたイギリス式のVサインを見せている。このジェスチャーは、写真家ナイジェル・スノードン (Nigel Snowdon) によるスチル写真に残されており、マックイーンにとっても、この映画にとっても象徴的なイメージとなった。『バフィー 〜恋する十字架〜』第4シーズンの「静けさ (Hush)」のエピソード（通算第66話）においては、ジェームズ・マースターズが演じるスパイクが、このジェスチャーをやっている。この場面は第5シーズンのオープニングクレジットにも使われている。この部分を検閲除去して放送したのは、この番組を夕方の早い時間に放送していたBBC Twoだけであった。

### 起源についての俗説
2007年に出版されたグラフィックノベル『Crécy』で、イングランド人の作家ウォーレン・エリスは、「長弓の敬礼」が1346年のクレシーの戦いの際に、退却するフランス人騎士たちに対してイングランド軍の弓兵たちによって行なわれたという想像を盛り込んでいる。この物語の中では、イングランド軍の中でも身分の低い長弓兵たちが、1066年のノルマン征服以来イングランド人たちを臣従させてきた、上流階級のフランス人たちに対する怒りと挑発の象徴としてこのサインを用いたとされている。しかし、この作品はあくまでもフィクションである。
広く繰り返し語られている伝説によれば、2本指の敬礼ないしVサインは、百年戦争中の1415年に起きたアジンコートの戦いにおいて、イングランドとウェールズの長弓兵たちが行なったジェスチャーに由来するものとされている。この説によると、フランス軍は、イングランドやウェールズの長弓兵たちを捕らえると、弓を引くために必要とされる指を切り落とす習慣があったとされ、このジェスチャーは、弓兵たちがまだ指があるぞと敵に誇示し、あるいは、駄洒落も込めて「pluck yew」（「イチイ（弓の材料）を引く」：yew を同音の you に置き換えると「お前からかっぱらってやる」の意）と挑発するものであったという。弓兵の話の起源は分かっていないが、「pluck yew」の駄洒落の方は1996年に書かれたある電子メールから広まったものと考えられている。
この弓兵を起源とする説は、信頼できるものではなく、フランス軍なり、他のいずれかのヨーロッパ大陸の勢力の軍勢が、捕虜とした弓兵の指を切り落としたという証拠は何も存在しておらず、当時の一般的な習慣として、生かして捕らえれば大金の身代金が得られた貴族たちとは異なり、戦場で捕らえられた身分の低い敵兵（弓兵であれ、歩兵や、ほとんど武装していない砲兵であれ）は、捕虜としても身代金を得られる価値もなく、即決処刑されるのが普通であった。
伝えられる話の内容にもかかわらず、イングランドにおける侮辱としてのVサインの使用について、曖昧でない証拠といえる最古のものは、ロザラムのパークゲイト鉄工所 (Parkgate ironworks) の前で、撮影されるのは嫌だという意思表示でこのジェスチャーを行なった労働者の姿が映像に残された、1901年までしか遡れない。1950年代に子どもたちへの聞き取り調査を行ったピーター・オーピーは、著書『The Lore and Language of Schoolchildren』の中で、子どもたちの遊び場における侮辱のジェスチャーとしては、より古くからあった手を開いて親指を自分の鼻につける仕草 (cock-a-snook) が廃れ、Vサインに置き換わったのだ、と述べている。
1975年から1977年にかけて、デズモンド・モリスら人類学者たちのグループが、ヨーロッパにおける様々なジェスチャーの歴史と普及の広がりを研究し、乱暴な含意をもつVサインが、基本的にはイギリス諸島の外では知られていないことを明らかにした。1979年に出版された『Gestures: Their Origins and Distribution』（日本語版： 多田道太郎・奥野卓司 訳 (『ジェスチュア―しぐさの西洋文化』）において、モリスはこのサインの起源として様々な可能性を議論したが、確定的な結論に至ることはできなかった。

## 「V for Victory」キャンペーンと、勝利＝自由のサイン
1941年1月14日、ベルギーの元法務大臣で、BBCで放送されていたワロン語（ベルギーのフランス語）放送「Radio Belgique」（1940年 - 1944年）の責任者だったヴィクトル・ド・ラブレーは、放送の中で、第二次世界大戦が続く間、（ドイツに占領されたベルギーにおける）戦いの印として、ワロン語（フランス語）で「勝利 (victoire)」を、フラマン語（オランダ語）で「自由 (vrijheid)」の意味で、Vサインを使うことをベルギー人に呼びかけた。このBBCからの放送の中でド・ラブレーは、「占領者は、このサインが、いつも同じように、際限なく繰り返されるのを見て、自分が包囲されていること、多数の市民たちの群衆に取り囲まれて、どこかで弱みを見せないか、どこかでヘマをやらないかと監視されていることを悟るだろう」と語った。数週間のうちに、チョークで書かれた「V」字が、ベルギー、オランダ、フランス北部の至る所に現れた。
この成功を契機として、BBCは「V for Victory」（「勝利のV」）キャンペーンを始め、ニュース編集助手だったダグラス・リッチー (Douglas Ritchie) が「ブリットン大佐 (Colonel Britton)」役を演じた。リッチーは、耳に聞こえるVサインとしてモールス信号の「V」（短点3つの後に長点ひとつ＝ト・ト・ト・ツー）のリズムを使うことを提案した。ベートーヴェンの交響曲第5番の、目覚ましい冒頭部分が同じリズムであることから、BBCはこれを、ドイツ側が占領していたヨーロッパの地域に向けた外国語放送のコールサインとして、戦時中ずっと使用した。音楽の教養を備えた人々にとって、この「運命」の動機は、第三帝国の「扉を叩く (knocking on the door)」ものでもあった( コールサイン).。BBCは、ド・ラブレーが紹介したVサインのジェスチャーの使用も奨励した。

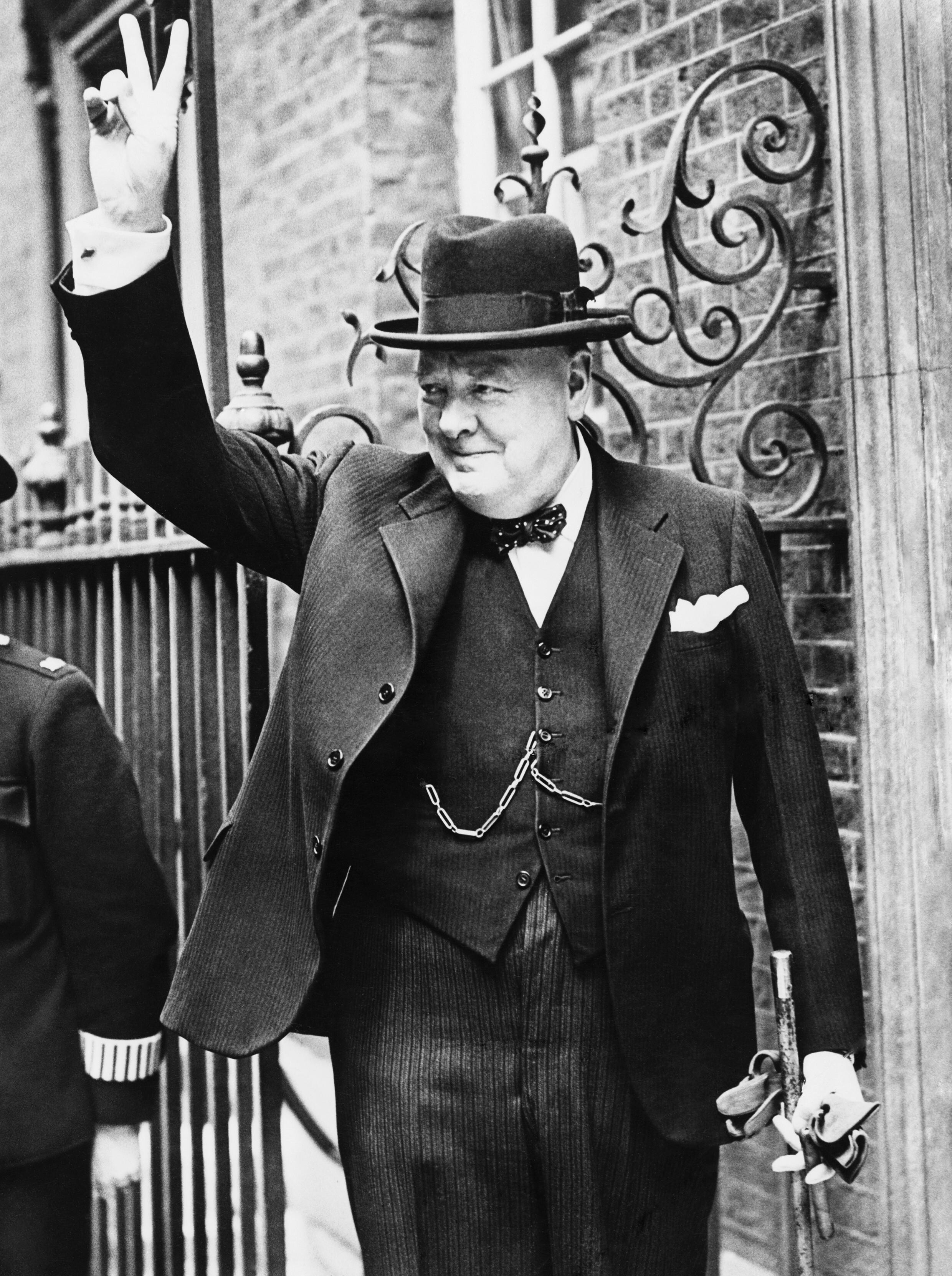
1943年、有名なVサインのポーズをとるウィンストン・チャーチル。

1941年7月には、「V」字の象徴的な使用は、ドイツ占領下のヨーロッパの全域に広まっていた。7月19日、イギリスの首相であったウィンストン・チャーチルは、「V for Victory」キャンペーンについて演説の中で肯定的に言及し、以降、手で作るVサインを自ら使い始めた。初めのうちは、手のひらを内側に向けたり、葉巻を指に挟んだ状態でもこの仕草を見せた。後に、戦争が続いていくと、彼ははっきりと手のひらを外側に見せるようになっていった。（貴族であった）チャーチルは、従者から、他の階級にとって手のひらを内側にするジェスチャーが何を意味しているかを説明されてからは、適切にこのサインを出すようになった。やがて、連合軍側の他の指導者たちも、このサインを用いるようになった。シャルル・ド・ゴールは、1942年以降、 晩年の1969年至るまで、すべての演説の際にVサインを用いた。
1942年、イギリスのオカルト信奉者アレイスター・クロウリーは、1941年2月からのVサインの使用は自分の発案であると主張し、これはナチスによる鉤十字（スワスティカ、ハーケンクロイツ）の使用に対する魔術的な対抗手段なのだと述べた。彼の主張によれば、彼はこの考えをBBCに所属していた友人に伝え、さらに、MI5とのつながりを介して海軍情報部に伝え、チャーチルの承認を得たのだという。クロウリーは、自身が1913年に出版していた著書『Magick』の中で、Vサインと鉤十字を同じ図版の中で使っていたことも強調した。

### ベトナム戦争、勝利と平和

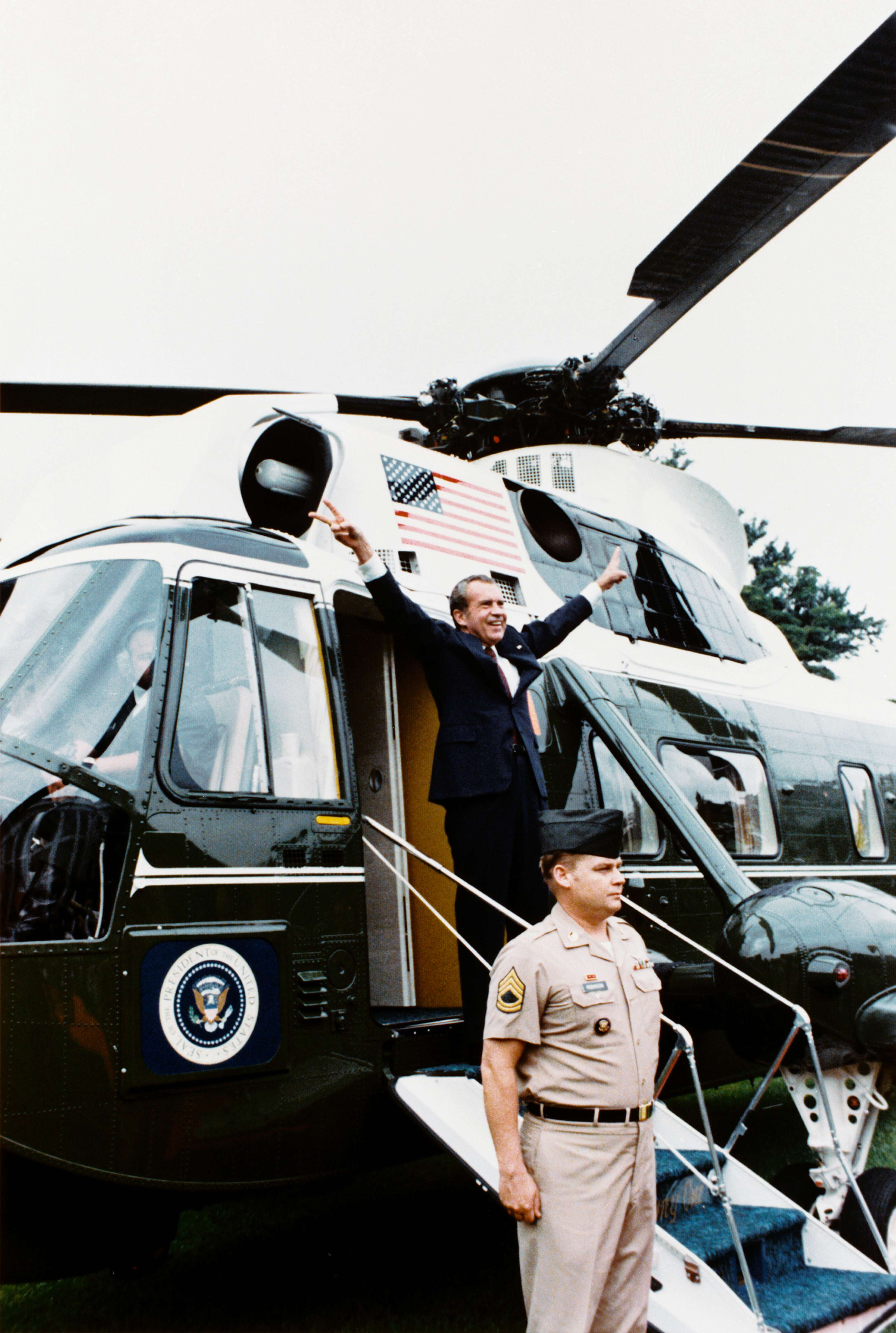
1974年8月9日、ホワイトハウスを離れるニクソン。

アメリカ合衆国大統領だったリチャード・ニクソンは、このジェスチャーをベトナム戦争における勝利の印として用い、彼にとっても最も広く知られたトレードマーク的な行いのひとつとした。 彼は、1974年にウォーターゲート事件で辞任した際にも、このジェスチャーをした。
ベトナム戦争に反対する抗議者たちや、その後の反戦活動、あるいは、カウンターカルチャーの活動家たちは、このジェスチャーを平和のサインとして取り入れた。当時のヒッピーたちは、手のひらを外側に向けたこのサインを出しながら「ピース（Peace）」と声を出したので、このサインは発声との結びつきから「ピースサイン (the peace sign)」として知られるようになった。

### 日本におけるVサイン

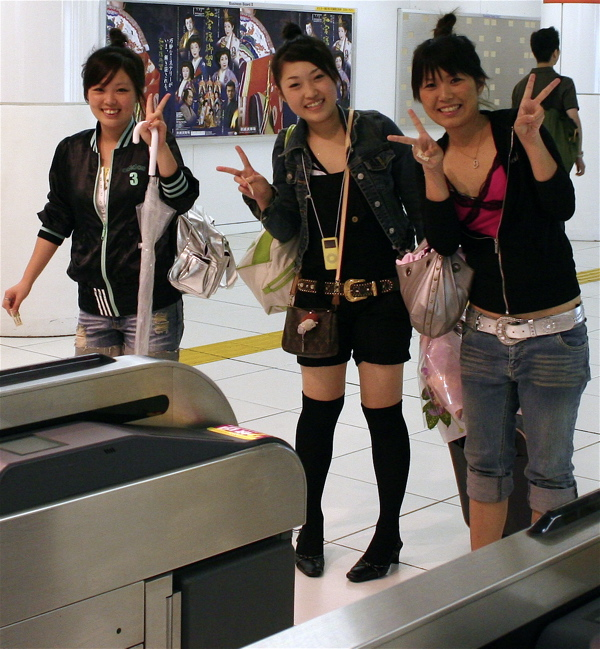
Vサインのジェスチャーをする日本人の若い女性。2006年、東京で撮影。

手のひらを外側に向けるVサインは、日本人がよくする仕草であり、特に若者が、堅苦しくない場面で写真にポーズをとる際に見受けられる。この行為についてのひとつの説明によれば、これは北海道の札幌で開催された1972年の冬季オリンピックに出場したアメリカ合衆国のフィギュアスケート選手ジャネット・リンの影響によるものであるという。彼女はフリースタイルで転倒したが、尻餅をついても微笑みを絶やさなかった。結果は3位に終わったが、その陽気で熱心な姿は、多数の日本人視聴者たちに永く影響を残した。リンは一夜にして有名になった。平和運動の活動家でもあったリンは、しばしばVサインを見せ、これが日本のメディアによって報じられた。日本人はこのサインが第二次世界大戦後の連合国軍による占領に結びついたものであることを承知していたが、リンは、1970年代以降のアマチュア写真においてこのサインが広く使われるようになったきっかけとして、しばしば言及されることとなった。しかし、日本では、このサインの普及に影響を与えたのは、1960年代後半のベトナムに平和を!市民連合（ベ平連）のベトナム反戦運動と、1971年のコニカの広告であったと、一般的に考えられている。
日本ではこのサインの人気が高いため、携帯電話の絵文字が存在し、Unicode（ユニコード）にも二文字シーケンスの U+270Cとして「✌」がある。

### 中国大陸、香港、韓国、台湾におけるVサイン
中国大陸、香港、韓国、台湾においては、Vサインは写真撮影の際に広く見られるポーズである。これはカジュアルな場面ばかりでなく、フォーマルな場合にも使われることがある。香港、韓国、台湾では、このVサインが「ピース/平和」を意味し得ることも、侮辱の意味で用いられる場合があることも、ほとんど知られていない。このサインの意味は、「勝利 (victory)」であると考えているものもいれば、ハッピーな感情を意味する「イェー (yeah)」 であると考える者もいる。彼らは、このサインを、手のひらを内側にも、外側にも向けて用いる。

## ギャラリー

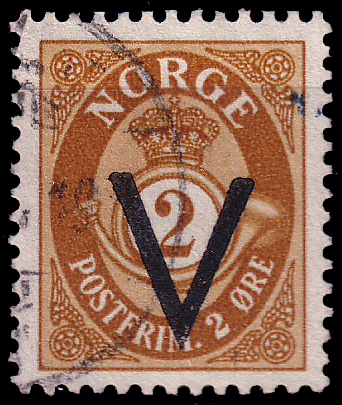
ノルウェーの占領中、ドイツ当局がノルウェーの切手に捺印した「V」字。この印は、ボリシェヴィキに対する勝利を意味して使われたものであったが、すぐに連合軍のドイツ占領軍への勝利を含意するものとして使われた。1941年8月のノルウェーの切手。
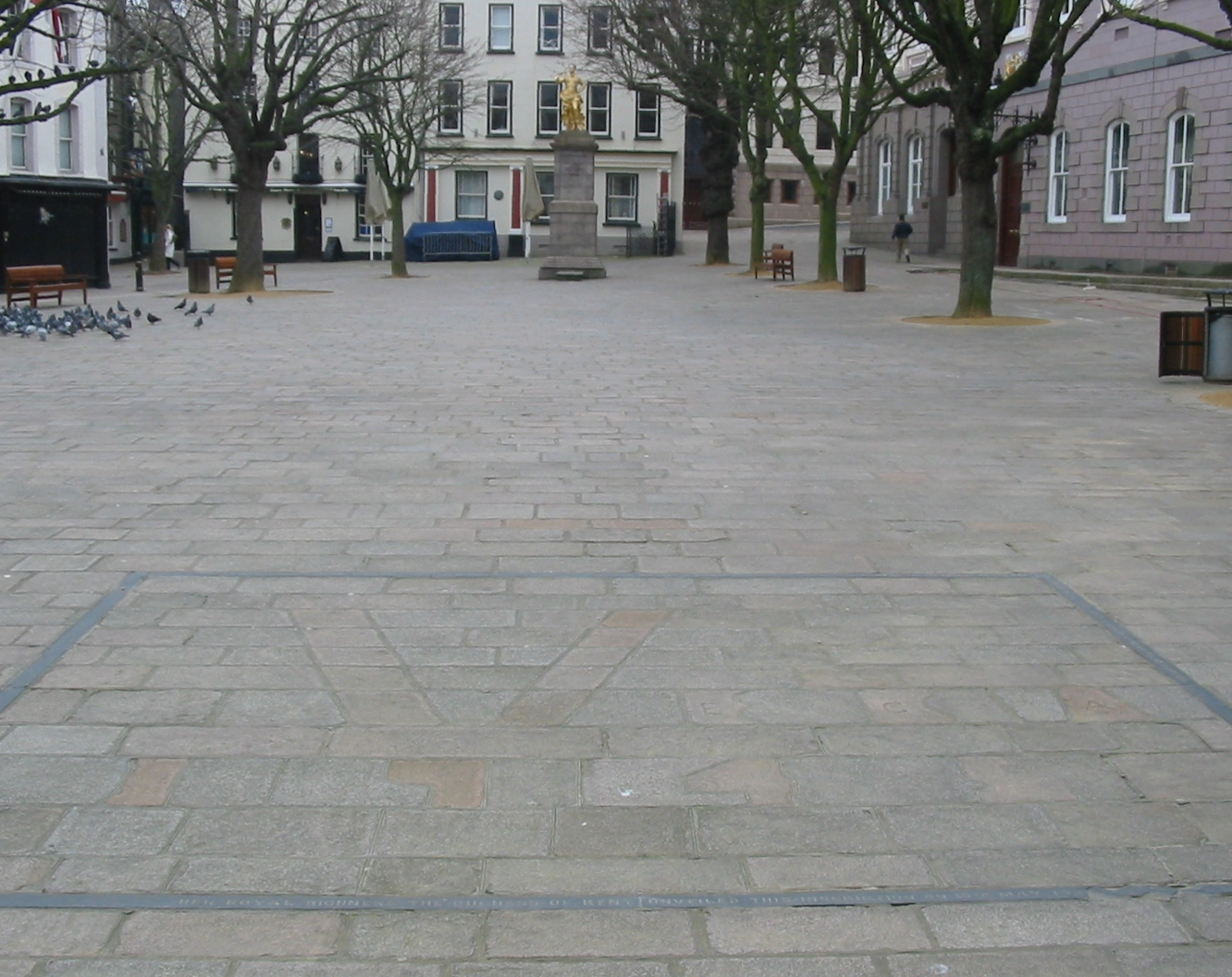
ドイツ軍の占領下だったジャージー島のロイヤル広場 (Royal Square) で、舗装を修理した石工が、占領者の足下に残した勝利のVサイン。後に、（1944年に救援物資を運んできた）赤十字社の船「SS Vega」が加えられた。その後、「1945」の年号と、さらに下って枠線が追加されて、この舗装は記念物として生まれ変わった。
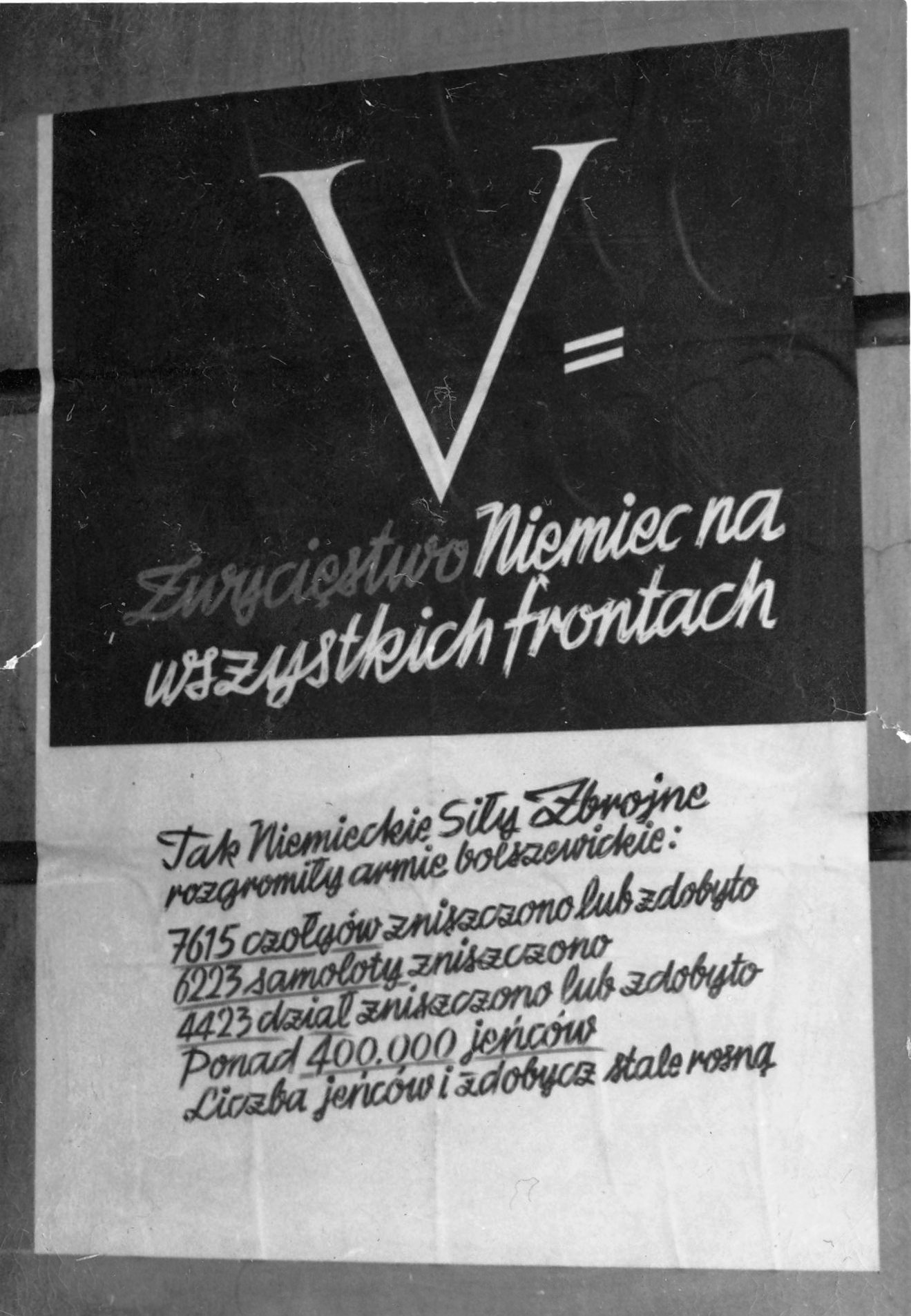
1941年7月に、ドイツ軍の占領下だったポーランドに現れた、Vサインは、ソ連に対するドイツの勝利を意味しているのだと主張するポスター。

## その他の用例

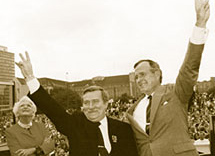
レフ・ヴァウェンサとジョージ・H・W・ブッシュ。1989年7月撮影。

- ポーランドでは、独立自主管理労働組合「連帯」の運動が盛んであった時期に、抗議者たちは、共産主義の打倒を意味するVサインを掲げた[35]。部分的な自由選挙が行なわれ、タデウシュ・マゾヴィエツキが首相に選出された1989年8月24日、彼は国会議員たちの前でVサインを見せ、その様子はテレビで放映された[36]。共産主義政権の崩壊をめぐる議論の中では、時としてVサインが示されることがある。

- ユーゴスラビア紛争の時期、クロアチアとボスニアの軍隊や民兵たちは、このサインを挨拶ないし非公式な敬礼として用いていた。このため、ボスニアに駐留していたアメリカ軍や北大西洋条約機構 (NATO) の平和維持部隊は、セルビア側と遭遇した際に彼らを刺激することがないよう、平和のシンボルとしてのVサインをすることが禁じられていた[37]

- 写真を撮影する際に、他の誰かの頭の上で、やや不明瞭な形でVサインを作り、悪魔の角なり、「ウサギの耳 (bunny ears)」を作って面白がることがある。2013年9月、サモア出身のラグビー選手マヌ・ツイラギ（英語版）は、ブリティッシュ・アンド・アイリッシュ・ライオンズの一員としてダウニング街を訪れた際、写真撮影のときにデーヴィッド・キャメロン首相の頭に「ウサギの耳」を作り、その後、この件について謝罪をした[38]。

- 同上の例はフランスではロバの耳（oreilles d'âne）と呼び、やはり侮蔑やからかいの手段に使われることがある。